# NAMBLA

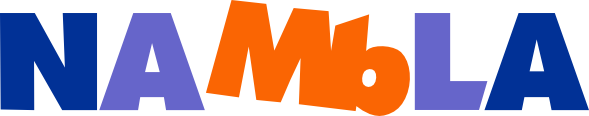

NAMBLA(The North American Man/Boy Love Association →북아메리카 남성/소년애정협회)는 뉴욕과 샌프란시스코 기반의 성인 남자와 소년들과의 성적인 관계의 적법화를 지지하는 미국의 비법인 단체이다. 조직은 남자와 소년의 자유롭게 선택된 상호간에 승낙한 관계의 억압을 중지시켜야 한다고 주장하며, 또한 그들은 법이 원하지 않는 성적인 경험으로부터 아이들을 보호하고 동시에 그들을 자유롭게 놓아주기를 요구한다. NAMBLA의 웹사이트는 우리는 법을 위반하는 활동에 참가하거나 시작하지 않는다고 말하고 있다.
NAMBLA는 해마다 뉴욕에서 집회를 갖고, 주위 국가에서 한달에 한번의 집회를 가졌다. 1980년대 초반에, NAMBLA는 300명이 넘는 회원을 보유했고 앨런 긴즈버그와 같은 유명한 자들에게 후원을 받았던 것으로 보고되었다. 그때 이래, 그들은 회원의 지위를 비밀에 부쳤다. 그러나 1995년 행해진 FBI의 비밀 조사에 의하여 1100명의 회원이 있음이 밝혀졌다.
1995년 이래, 소아성애에 반대하는 자들과 법이 단체를 심히 악화되게 했다. 지금, 단체는 비밀리에 샌프란시스코에 우편 서비스를 하고 있으며 드물게 취조 및 질문에 답한다. 몇몇 조사에 따르면 단체는 더 이상의 집회가 별로 없는 것으로 알려져 있다.

## 푯말과 입장
NAMBLA는 세대간의 관계를 위해서 후원을 요구하고, ‘성은 모두에게 자유로운 것입니다’라는 표어로 스스로를 묘사한다.
단체의 한 토론에서는 성관계 동의 연령이 불필요하게 성인과 미성년자(특히 소년들) 사이의 관계를 금하고 있다고 주장한다. 1980년 NAMBLA의 한 집회에서 다음과 같은 결의가 통과한다: (1) NAMBLA는 성관계 동의 연령과 남성과 소년들의 자유로운 섹스를 방해하는 다른 모든 관련 법들의 폐지를 요구한다. (2) 우리는 이와 같은 법에 의해 투옥된 모든 남자들과 소년들의 석방을 요구한다.
로이 래도우에 따르면, 한 사건에서는 많은 NAMBLA 회원들이 피해자 소년을 강간하고 살인하도록 조장한 것으로 전해진 이유로 인해서 고소당했다고 한다. NAMBLA는 신체적 처벌, 성폭행, 납치를 반대해 왔으며, 성적 착취 행위는 단체로부터 추방할 수 있는 근거가 된다고 공표했다.

## 관련 법적 행위

### 형사 사건
비록 NAMBLA가 우리는 법을 위반하지 않는다는 주장을 하지만, NAMBLA의 회원들은 법을 위반한 것으로 단언할 수 있는 많은 사건들을 최근까지도 일으키고 있다.
- 2005년 2월, 로스앤젤레스와 샌디에이고에서 한 사건에 휘말려든 다수의 남성들이 FBI에 의해 체포됐다. 7명의 남성들이 소년들과의 섹스를 위한 멕시코 여행을 계획하고 함정수사에 나선 요원들에게 뇌물을 건넸다. 또한, FBI는 아동 포르노를 배포한 혐의로 한 목사 또한 체포하였다.
- 존 데이비드 스미스, 한 샌프란시스코 남자가 의식하지 못하고 NAMBLA에 잠입한 비밀 조사자에게 그의 범죄 사실을 말했고, 결국 구속 영장을 발부받았다. 조사자는 스미스의 집에서 아동 포르노 또한 발견하였다. 그는 1996년에 체포되었으며, 돌봐주던 11세의 소년을 강간한 혐의로 유죄 선고를 받았다. 스미스의 NAMBLA 회원 자격은 그의 음탕한 의지를 더 높이게 했다.
- 보스턴 글로브지에 따르면, 폴 사늘리라는 한 가톨릭 신부가 로사리오 염주 기간중 6살의 아이에 대한 아동 성학대 혐의로 유죄를 선고받았다, 전해진 바에 따르면 그는 NAMBLA의 워크숍에도 참가했다.
- 조나단 탐피코는 1989년 어린이를 강간하여 유죄를 선고받고, 1992년 아동 포르노를 소유하지 않은 상태로 가석방 되었으나, 또다시 아동 포르노 관련 혐의로 체포되고 유죄를 선고받았다. 혐의에 의한 수감 기간 도중에, 법원은 탐피코가 NAMBLA의 회원이며 그를 비롯한 다른 이들이 태국으로의 잦은 아동 섹스 관광을 떠났음을 확실시 했다. 법원은 태국으로부터 제공된 탐피코가 어린 태국 소년들을 그의 무릎에 앉혀놓은 장면의 사진을 인용했다.
- 법원의 기록에 따르면 경찰에게 자신이 NAMBLA의 일원이라고 말을 한 제임스 C. 파커라는 뉴욕 남자는, 어린 소년과 성적 관계를 맺은 혐의로 2000년 체포되고, 2001년에는 유죄를 선고받았다.

### 컬레이 v. NAMBLA
컬레이 v. NAMBLA는 NAMBLA를 바탕으로 하는 바바라와 로버트 컬레이의 미국 매사추세츠 지방 법원의 소송 파일이다.
그들의 10살 난 아들 제프리는 1997년, 살바토레 시카리와 찰리 제이니스, 두 남자의 살인 행위의 희생양이 되었다. 두 사람은 제프리를 보스턴에 위치한 도서관으로 데려간 후, NAMBLA의 웹사이트에 접속했다. 제이니스는 제프리가 저항을 하자 그에게 휘발유를 적신 천으로 제갈을 물렸고, 결국은 살인하기에 이르렀으며, 그의 시체를 강간하였다.
컬리의 소송에 따르면, 제이니스와 시카리는 제프리를 스토킹하고, 고문하고 토막 살인했다. 언급된 행동을 하기 직전에 얻은 정보와 믿음으로 찰스 제이니스는 도서관에서 NAMBLA의 웹사이트에 접속했다. 경찰에 따르면, 제이니스는 NAMBLA의 여덟가지 문제들을 포함하고 있었다. 게다가 소송은 "NAMBLA의 서버는 미국 내의 NAMBLA를 이용하는 사람, 그러한 점에서 접근하는 사람, 아동 포르노의 획득을 위해 인터넷을 사용하는 사람을 위한, 그리고 소아성애를 장려하는 어둠의 네트워크의 도랑이라고 주장했다.
보스턴 글로브지는 이 사건과 관련하여 사설을 썼는데, 다음과도 같은 내용이다: NAMBLA는 그들의 부정이 과하다 할지라도, 절대 우리는 강간 및 폭력 행위를 하지 않는다고 주장한다. 정신적 강간은 신체적 고통보다도 정신을 더 힘들게 하는 결과를 낳는다. 어린이에게는 어른의 농간이 폭력 및 강간보다도 더 위압적일 수도 있다.
ACLU는 NAMBLA의 방어에 나섰고 뚜렷한 합법적 근거에 기반한 퇴거에 승리했다. 한편, 컬리측은 NAMBLA 회원들에 반대하여 사악한 살인 행위에 대한 소송을 계속했다.
소송의 목표는 로이 래도우, 조 파워, 데이비드 밀러, 피터 허만, 맥스 헌터, 아놀드 쇤, 데이비드 소스태드, 그리고 잘 알려진 작가와 NAMBLA의 공동 창시자였다. 컬리측에서는 우리의 10살난 아들인 제프리를 강간하고 살해한 것으로 유죄 판결된 찰스 제이니스와 살바토레 시카리가 NANBLA의 일원이었다고 주장했다.
2005년 8월, ACLU는 이 사건에 대해 명확히 했지만 결코 NAMBLA의 목적을 옹호한 것은 아니라고 해명했다. "우리는 성관계 동의 연령에 대하여 어기는 것에 대해 결코 찬성한 적이 없습니다" 라고 ACLU 매사추세츠 지부의 존 레인스테인이 1997년 언급한 바 있다. "난 그들의 처지를 한 순간도 이해할 수가 없겠다"

### 다른 집단적 사건
컬리 v. NAMBLA에 더하여, 몇몇 다른 사건은 NAMBLA가 성범죄를 범한 자들을 집회의 장소 등에서 섬긴 증거로 예를 들 수 있다.
- 피터 멜저는 NAMBLA에서 귀중품 보관자, 위원회 구성원, 기금 조달자, 연설가, 그리고 게시물들을 편집하는 자로 섬겨졌다. 그의 개인적인 생활에서 그는 브롱크스 과학 고등학교의 훌륭한 물리학 교사였다. 1985년, 학교는 그가 NAMBLA의 회원임을 알았으나 회원 자격에 불과한 것은 별일 아니라는 식으로 행동했다. 1993년, 한 지역 방송의 뉴스가 그는 NAMBLA의 회원이라고 폭로했다. 그로 인하여 뉴욕 교육 당국에서는 조사에 착수했다. 조사에 따르면 멜저는 스스로 16세 정도까지의 소년들에게 성적 흥미가 있다고 표현했고 이에 대하여 요구하는 것에 대한 글을 썼다고 했다. 조사는 또한 그가 NAMBLA의 편집자였을 동안에, 어린 소년들을 유혹하는 방법과 성인과 미성년자 사이의 성적 만남에 관한 음란한 설명과 함께 법을 회피하는 방법을 가르치는 글을 인쇄했다고 주장했다. 또, 조사는 NAMBLA가 성관계 동의 연령 법을 바꾸려는 어떤 시도에 대한 중요한 증거는 찾지 못했으며 소아성애자들의 단체가 정치적인 것으로 그들 자신을 덮어 오해시키려 한다고 주장한다. 멜저는 더 이상 교사를 할 수 없었다, 그러나 고소 재기를 당하는 더 심각한 경우와는 함께하지 않았다. 이 사건은 정부가 2003년에 멜저가 물러날 때까지 애원을 할 정도까지 멀리 왔다.
- 2005년에, NAMBLA 회원이자 자칭 소아성애자인 케빈 브라운은 KFMB 방송의 릭 로버츠의 라디오 쇼에 전화를 걸었다. 로버츠는 NAMBLA 회원들에게 1000달러의 "장려금"을 떨구어 주었는데 그에 대한 회답 차원이었다. 브라운은 그가 느끼기에 "NAMBLA 회원들의 신체적 안전을 위해 입장을 표명" 하기 위해 쇼에 전화를 거는 것은 어떤 도적적 명령이었으며, 돈 1000달러는 그가 집필중인 어른과 아이들간의 심금을 울리는 로맨스가 묘사된 연극에 쓰일 것이라고 말했다. 로버츠가 전화의 배경음속에서 한 아이의 음성을 들은 후, 로버츠는 브라운을 설득하여 그가 아버지인지 명확히 밝히라고 하였다. 일주일이 조금 지나고 다시 5일후에, 아동보호기관들은 그의 2살 난 아이를 데려가고, 아동 포르노의 소유에 대한 공소시효 지난 유죄와 "아동들에 대한 성적 착취를 지원"했다는 혐의를 인용하였다. 브라운 또한 그의 직업을 잃었으며 아내에게는 이혼당했다. 그는 1000달러를 받지 못했고 지금 현재는 법적인 수단들을 사용해서 자기 아이를 돌려받기 위해 노력하고 있다.

## 같이 보기
- 소아성애
- 아동 성학대